# АТО-41
АТО-41 (рус. Автоматический Танковый Огнемёт) — советский автоматический поршневой огнемёт времён Великой Отечественной войны, разработанный для вооружения танков Т-34 и КВ-1.

Работы по постановке огнеметного оборудования велись еще с двадцатых годов прошлого столетия. Первый огнемет создали в 1932-м. Но его действующий макет разрушился при проведении испытаний. После боев на Халхин-Голе советские конструкторы получили распоряжение от наркома обороны создать огнемет с дальностью метания невязкой смеси не менее 80 метров. Огнемет к тому же не должен был загромождать небольшие боевые отделения танков.
К 3 августа 1940 года для огнемета АТО-41 подобрали пороховые заряды. На испытаниях дальность метания вязкой и невязкой смесью составила 120—140 метров и 75-90 соответственно. До конца года прошли испытания огнемета в танке ХТ-133. Предполагали оснащать огнеметом и танки БТ. Но потом остановились на дальности огнеметания не менее 90 метров на танках Т-50 и Т-34.